# 拉卡佩勒和马斯莫莱讷
拉卡佩勒和马斯莫莱讷（法語：La Capelle-et-Masmolène，法語發音：[la kapɛl e masmɔlɛn]）是法国加尔省的一个市镇，属于尼姆区。

## 地理
拉卡佩勒和马斯莫莱讷（44°3'5"N, 4°31'42"E）面积24.45 平方千米，位于法国奧克西塔尼大區加尔省，该省份为法国南部沿海省份，南端濒地中海，北起顺时针与阿尔代什省、沃克吕兹省、罗讷河口省、埃罗省、阿韦龙省和洛泽尔省接壤。
与拉卡佩勒和马斯莫莱讷接壤的市镇（或旧市镇、城区）包括：卡斯蒂永迪加尔、弗洛、戈雅克、勒潘、普尼亚多雷斯、普济亚克、圣伊波利特-德蒙泰居、圣庞斯拉卡尔姆、圣维克托德苏勒、瓦拉布里、瓦利吉耶尔。

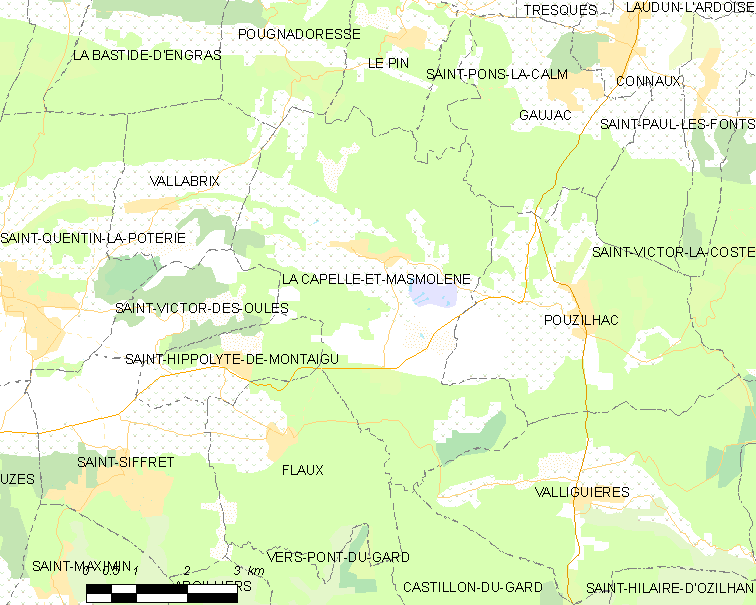
拉卡佩勒和马斯莫莱讷的OSM定位图

拉卡佩勒和马斯莫莱讷的时区为UTC+01:00、UTC+02:00（夏令时）。

## 行政
拉卡佩勒和马斯莫莱讷的邮政编码为30700，INSEE市镇编码为30067。

## 政治
拉卡佩勒和马斯莫莱讷所属的省级选区为于泽斯县。

## 人口

1962-2008年间拉卡佩勒和马斯莫莱讷人口变化图示

拉卡佩勒和马斯莫莱讷于2022年1月1日时的人口数量为421人。